# هنري جي. شيرلي
هنري جي. شيرلي (بالإنجليزية: Henry G. Shirley) هو مهندس أمريكي، ولد في 1874، وتوفي في 16 يوليو 1941.